# القرية (حزم العدين)

تعديل مصدري - تعديل

القرية محلة تابعة لقرية الجبل، التابعة لعزلة الابعون بمديرية حزم العدين إحدى مديريات محافظة إب في الجمهورية اليمنية، بلغ تعداد سكانها 52 حسب تعداد اليمن لعام 2004.